# Georgia-Pacific
La Georgia-Pacific LLC è una società americana che produce cellulosa e carta con sede ad Atlanta (Georgia) ed è fra i leader mondiali del settore non solo per la distribuzione e fabbricazione di carta e cellulosa, ma anche di prodotti collegati come i fazzoletti e i tovaglioli di carta, la carta igienica e il materiale per il packaging. Nel 2010 la compagnia impiegava oltre 40 000 persone in più di 300 filiali dislocate in Nord America, Sud America ed Europa.

## Storia
La Georgia-Pacific è stata fondata da Owen Robertson Cheatham nel 1927 ad Augusta (Georgia) come Georgia Hardwood Lumber Co. Nel corso degli anni successivi la società si ingrandisce acquisendo segherie per la produzione di assi di legno e fogli di compensato; acquistato il suo primo stabilimento sulla costa occidentale nel 1947, l'anno seguente cambia il proprio nome in Georgia-Pacific Plywood & Lumber Co.
Nel 1956, divenuta una multinazionale, assume la nuova denominazione di Georgia-Pacific Corp. e nel 1957 entra nel settore della carta e della cellulosa realizzando l'impianto di Toledo (Oregon). La società continua a fare acquisizioni, come la US Plywood nel 1987, la Great Northern Nekoosa nel 1990 e la Fort James Corporation nel 2000 (risultato quest'ultima di una serie di fusioni di imprese che hanno incluso la Fort Howard Corporation, la James River Corporation e la Crown-Zellerbach).
La Georgia-Pacific annuncia il 13 novembre 2005 l'acquisizione da parte delle Koch Industries. Il 23 dicembre 2005 la società Koch Industries completa l'acquisto della Georgia-Pacific per 21 miliardi di dollari.
La Georgia Pacific non è poi presente in Italia.
Tra i prodotti ricordiamo la carta igienica Tenderly, il rotolo multiuso Tutto Pannocarta (di proprietà della Mira Lanza fino al 1988) e i prodotti della linea Lotus (fazzoletti usa e getta, tovaglioli, precedentemente della Kayserberg-Lotus). Attualmente fa parte di questa società anche il marchio Demak'up (precedentemente della Procter & Gamble).